# Ahmad Yassin

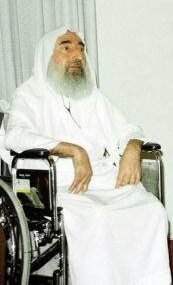
Ahmed Yassin in 1998

Ahmad Ismail Yassin (Arabisch: أحمد إسماعيل ياسين) (Al-Jura, dichtbij Asjkelon, 1936 – Gaza, 22 maart 2004) was een Palestijnse Sjeik en oprichter van Hamas in 1987. Hij was tevens ook de eerste voorzitter van de Hamas Shura-raad en de facto leider van Hamas sinds de oprichting in december 1987 tot aan zijn moord op 22 maart 2004.
Yassin werd geboren in al-Jura, in Mandaatgebied van Palestina in 1936. Zijn familie vluchtte of werd verdreven tijdens de Arabisch-Israëlische Oorlog van 1948 naar Gaza-Stad. Yassin, een quadrapleeg die bijna blind was, was afhankelijk van een rolstoel vanwege een sport ongeluk op 16-jarige leeftijd.
Na de oprichting was hij de spirituele leider van Hamas, een soennitische islamitische groep. De Israëlische regering hield hem verantwoordelijk voor de moord op verschillende Israëlische burgers. In 2004 werd hij gedood toen een Israëlische helikopter een raket op hem afvuurde terwijl hij werd weggevoerd van het Fajr-gebed in Gaza-Stad. De aanval, waarbij ook zijn beide lijfwachten en negen omstanders omkwamen, werd internationaal veroordeeld. Zijn rouwstoet werd in Gaza door 200.000 mensen bijgewoond.

## Vroege leven en opleiding
Yassin werd geboren in al-Jura, een klein dorpje in de buurt van de stad Ashkelon, in het Britse Mandaatgebied Palestina. Zijn geboortedatum is niet met zekerheid bekend: volgens zijn Palestijnse paspoort werd hij geboren op 1 januari 1929, maar hij beweerde dat hij in werkelijkheid in de zomer van 1936 was geboren. Zijn vader, Abdullah Yassin, stierf toen hij drie jaar oud was.  Daarna werd hij in zijn buurt bekend als Ahmad Sa'ada, naar zijn moeder Sa'ada al-Habeel. Dit was om hem te onderscheiden van de kinderen van de andere drie vrouwen van zijn vader. Samen had Yassin vier broers en twee zussen. Hij en zijn hele familie vluchtten naar Gaza en vestigden zich in het al-Shati-kamp nadat zijn dorp etnisch was gezuiverd.door de Israëlische Defensie leger tijdens de Arabisch-Israëlische Oorlog van 1948.
Yassin kwam als vluchteling naar Gaza. Toen hij 12 was, liep hij een ernstige verwonding aan zijn ruggengraat op tijdens het worstelen met zijn vriend Abdullah al-Khatib. Zijn nek werd 45 dagen in het gips gehouden. De schade aan zijn ruggenmerg zorgde ervoor dat hij de rest van zijn leven quadraplegisch was. Uit angst voor een breuk tussen zijn familie en die van al-Khatib, vertelde Yassin zijn familie aanvankelijk dat hij zijn verwondingen had opgelopen tijdens het haasje-over spelen tijdens een sportles met zijn schoolvrienden op het strand.
Hoewel Yassin zich aanmeldde bij de Al-Azhar Universiteit in Caïro en deze ook bezocht, kon hij zijn studie daar niet voortzetten vanwege zijn verslechterende gezondheid. Hij werd gedwongen thuis onderwijs te volgen, waar hij veel las, met name over filosofie en religie, politiek, sociologie en economie. Zijn volgelingen geloven dat zijn wereldse kennis hem "een van de beste sprekers in de Gazastrook" maakte. In deze tijd begon hij wekelijks preken te geven na het vrijdaggebed, wat grote menigten mensen aantrok.
Na jaren van werkloosheid kreeg hij een baan als leraar Arabisch op een basisschool in Rimal, Gaza. Schoolhoofd Mohammad al-Shawa had aanvankelijk bedenkingen bij Yassin, met betrekking tot de ontvangst die hij van de leerlingen zou krijgen vanwege zijn handicap. Volgens al-Shawa ging Yassin er echter goed mee om en groeide zijn populariteit, vooral onder de meer geleerde kinderen. Zijn lesmethoden riepen naar verluidt gemengde reacties op bij ouders, omdat hij zijn leerlingen aanmoedigde om twee keer per week extra naar de moskee te gaan. Door een vaste baan had Yassin financiële stabiliteit en trouwde hij in 1960 op 24-jarige leeftijd met een van zijn familieleden, Halima Yassin. Het echtpaar kreeg elf kinderen.

## Betrokkenheid bij het Israëlisch-Palestijnse conflict
Yassin was actief betrokken bij de oprichting van een Palestijnse tak van de Moslimbroederschap. In 1973 werd de islamitische liefdadigheidsinstelling Mujama al-Islamiya in Gaza opgericht door Sjeik Ahmed Yassin en de organisatie werd in 1979 door Israël erkend. In 1984 werden hij en anderen gevangengezet wegens het in het geheim opslaan van wapens, maar in 1985 werd hij vrijgelaten als onderdeel van het Jibril-akkoord. In 1987, tijdens de Eerste Intifada, richtte Yassin samen met Abdel Aziz al-Rantisi Hamas op, dat hij aanvankelijk de "paramilitaire vleugel" van de Palestijnse Moslimbroederschap noemde en waarvan hij de spirituele leider werd.

Yassin voor de Israëlische militaire rechtbank in 1990

In 1989 werd Yassin door Israël gearresteerd en veroordeeld tot levenslange gevangenisstraf omdat hij opdracht had gegeven tot moord op vermeende Palestijnse collaborateurs. In 1997 werd Yassin vrijgelaten uit een Israëlische gevangenis als onderdeel van een regeling met Jordanië na een mislukte moordpoging op Hamas-leider Khaled Mashal door de Israëlische Mossad in Jordanië. Yassin werd vrijgelaten in ruil voor twee Mossad-agenten die waren gearresteerd door de Jordaanse autoriteiten, op voorwaarde dat hij zou afzien van het oproepen tot zelfmoordaanslagen tegen Israël. De New York Times berichtte destijds over zijn slechte gezondheid: "Sheik Ahmad Yassin, spiritueel leider van Hamas, die na zijn vrijlating door Israël thuis in Gaza is, is zo zwak dat hij alleen met hulp kan drinken."

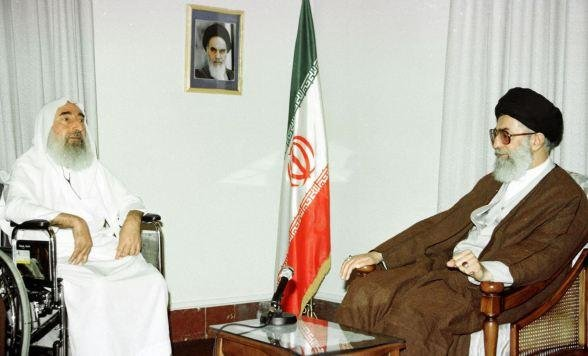
Yassin ontmoet de Iraanse Opperste Leider Ayatollah Khamenei in Teheran (1998)

Na zijn vrijlating hervatte Yassin zijn leiderschap van Hamas. Hij herhaalde onmiddellijk zijn oproepen tot aanvallen op Israël, waarbij hij tactieken gebruikte zoals zelfmoordaanslagen, waarmee hij de voorwaarden van zijn vrijlating schond. Hij probeerde ook de betrekkingen met de Palestijnse Autoriteit te onderhouden, in de overtuiging dat een botsing tussen de twee groepen schadelijk zou zijn voor de belangen van het Palestijnse volk.Yassin werd met tussenpozen door de Autoriteit onder huisarrest geplaatst. Elke keer werd hij uiteindelijk vrijgelaten, vaak na langdurige demonstraties van zijn aanhangers. Yassin bekritiseerde de uitkomst van de Aqaba-top van 2003. Zijn groep kondigde aanvankelijk een tijdelijk wapenstilstand met Israël af. In juli 2003 werd de wapenstilstand echter verbroken nadat een zelfmoordaanslag van Hamas op een bus in Jeruzalem de maand ervoor 21 mensen het leven kostte. Israëlische troepen doodden twee Hamas-leden als vergelding.
Op 6 september 2003 vuurde een F-16 van de Israëlische luchtmacht (IAF) meerdere raketten af op een gebouw in Gaza-stad in de Gazastrook. Yassin was op dat moment in het gebouw, maar overleefde. Israëlische functionarissen bevestigden later dat Yassin het doelwit was van de aanval. Zijn verwondingen werden behandeld in het Shifa-ziekenhuis in Gaza-stad. Yassin reageerde op de media dat "De dagen zullen bewijzen dat het moordbeleid Hamas niet zal uitroeien. Hamas-leiders willen martelaren zijn en zijn niet bang voor de dood. De jihad zal doorgaan en het verzet zal doorgaan totdat we de overwinning hebben behaald, of we martelaren zullen zijn."
Yassin beloofde verder dat Hamas Israël een "onvergetelijke les" zou leren als gevolg van de moordpoging. Yassin deed geen enkele poging om zichzelf te beschermen tegen verdere pogingen op zijn leven of om zijn locatie te verbergen. Journalisten bezochten soms zijn adres in Gaza en Yassin hield een dagelijks routine, waaronder elke ochtend naar een nabijgelegen moskee worden gereden.
De zelfmoordaanslag van Reem Riyashi bij de Erez-overgang op 14 januari 2004, waarbij vier burgers omkwamen, werd door het Israëlische leger beschouwd als direct bevolen door Yassin. Yassin suggereerde dat de zelfmoordterroriste haar "verplichting" om jihad te voeren nakwam, en de Israëlische viceminister van Defensie reageerde door publiekelijk te verklaren dat Yassin "voor de dood was gemarkeerd". Yassin ontkende enige betrokkenheid bij de aanval.

## Standpunten

### Betrokkenheid bij aanvallen op Israël
Yassin was een oprichter en leider van Hamas, dat door Australië, Canada, Israël, Japan, Paraguay, Nieuw-Zeeland, het Verenigd Koninkrijk, de Verenigde Staten en de Europese Unie als een terroristische organisatie wordt beschouwd. De Israëlische premier Ariel Sharon karakteriseerde Yassin als de "meesterbrein achter de Palestijnse terreur" en een "massamoordenaar". De Israëlische regering beweerde herhaaldelijk dat Yassin verantwoordelijk was voor een aantal terroristische aanslagen, die gericht waren op burgers.
In 1997 stelde Yassin een stop op de aanvallen op Israël voor, als Israël zich zou terugtrekken uit de Westelijke Jordaanoever en Gaza.
In zijn verklaring verklaarde Yassin dat Hamas wel degelijk Israëlische burgers als doelwit had, maar alleen als directe vergelding voor de dood van Palestijnse burgers. In zijn ogen was dit een noodzakelijke tactiek om "de Israëliërs te laten zien dat ze niet weg konden komen zonder een prijs voor het doden van ons volk." In juni 2003, na een bezoek aan al-Rantisi in het ziekenhuis na een mislukte Israëlische raketaanval op hem, vertelde Yassin aan verslaggevers: "Israël richt zich op Palestijnse burgers, dus Israëlische burgers moeten het doelwit zijn. Vanaf nu zijn alle Israëlische mensen doelwitten." "We hebben de boodschap van Israël begrepen. Ze moeten nu het antwoord verwachten."

### Mening over Joden
In een interview, waarschijnlijk opgenomen in de jaren negentig, gaf Ahmed Yassin zijn mening over Joden:
"Wij haten Joden niet en vechten niet tegen Joden omdat ze Joods zijn. Zij zijn een volk van geloof en wij zijn een volk van geloof, en wij houden van alle mensen van geloof. Als mijn broer, van mijn eigen moeder en vader en mijn eigen geloof, mijn huizen inneemt en mij eruit verdrijft, zal ik tegen hem vechten. Ik zal tegen mijn neef vechten als hij mijn huizen inneemt en mij eruit verdrijft. Dus als een Jood mijn huizen inneemt en mij eruit verdrijft, zal ik tegen hem vechten. Ik vecht niet tegen andere landen omdat ik in vrede met hen wil leven, ik hou van alle mensen en wens hen vrede, zelfs de Joden. De Joden hebben ons hele leven bij ons gewoond en we hebben hen nooit aangevallen, en zij bekleedden hoge posities in de regering en ministeries. Maar als ze mijn huis innemen en mij tot een vluchteling maken zoals 4 miljoen Palestijnen in ballingschap? Wie heeft er dan meer recht op dit land? De Russische immigrant die dit land 2000 jaar geleden verliet of degene die 40 jaar geleden vertrok? Wij haten de Joden niet, we vragen alleen dat ze ons onze rechten geven."
In een toespraak uit 1997 zei Yassin:
"Ik wil luid en duidelijk aan de wereld verkondigen dat we niet tegen Joden vechten omdat ze Joden zijn! We vechten tegen hen omdat ze ons hebben aangevallen, ons hebben vermoord, ons land, onze huizen, onze kinderen, onze vrouwen hebben ingenomen, ons hebben verspreid, we zijn overal verspreid geraakt, een volk zonder thuisland. We willen onze rechten. We willen niet meer. We houden van vrede, maar zij haten de vrede, omdat mensen die de rechten van anderen afpakken niet in vrede geloven. Waarom zouden we niet vechten? We hebben het recht om onszelf te verdedigen."

### Visies op het vredesproces
Yassins standpunten over het vredesproces tussen de Palestijnen en de Israëliërs waren dubbelzinnig. Hij steunde gewapend verzet tegen Israël en beweerde dat Palestina een islamitisch land is "gewijd voor toekomstige moslimgeneraties tot de Dag des Oordeels" en dat geen enkele Arabische leider het recht had om enig deel van dit gebied op te geven. Wat dat territoriale conflict betreft, maakte Yassins retoriek geen onderscheid tussen Israëliërs en Joden, en op een gegeven moment stelde hij dat "verzoening met de Joden een misdaad is." Hij beschouwde hen echter als zijn religieuze neven en zei dat zijn conflict met hen puur ging over land dat hij als gestolen gebied beschouwde.
De retoriek van Yassin werd vaak onder de loep genomen in de nieuwsmedia. Op een keer was hij van mening dat Israël ‘van de kaart moest verdwijnen’. Yassins verklaring dat ‘wij deze weg hebben gekozen en dat we zullen eindigen met martelaarschap of overwinning’ werd later een herhaald mantra onder de Palestijnen.

Yassin stelde bij verschillende gelegenheden langetermijn-staakt-het-vuren-overeenkomsten of wapenstilstanden voor, de zogenaamde Hudnas, in ruil voor Israëlische concessies. Al dergelijke aanbiedingen werden door Israël afgewezen. Na zijn vrijlating uit de Israëlische gevangenis in 1997 stelde hij een wapenstilstand van tien jaar voor in ruil voor een volledige Israëlische terugtrekking uit de Westelijke Jordaanoever, inclusief Oost-Jeruzalem en Gaza en een einde aan Israëlische aanvallen op burgers. In 1999 bood hij in een interview met een Egyptische krant opnieuw een wapenstilstand aan:
We moeten realistisch zijn. We hebben het over een thuisland dat lang geleden in 1948 en opnieuw in 1967 werd gestolen. Mijn generatie vandaag de dag zegt tegen de Israëliërs: 'Laten we dit probleem nu oplossen, op basis van de grenzen van 1967. Laten we dit conflict beëindigen door een tijdelijk staakt-het-vuren af te kondigen. Laten we de grotere kwestie overlaten aan toekomstige generaties om te beslissen.' De Palestijnen zullen in de toekomst beslissen over de aard van de betrekkingen met Israël, maar het moet een democratische beslissing zijn.
Het was kort na een dergelijk wapenstilstandsaanbod, in januari 2004, dat Yassin werd vermoord.

## Moord
Yassin werd gedood bij een Israëlische aanval op 22 maart 2004. Terwijl hij uit een ochtendgebed in Gaza-Stad werd gereden, vuurde een Israëlische AH-64 Apache helikopter Hellfire-raketten af op Yassin en zijn beide lijfwachten. Voor de aanval vlogen Israëlische F-16-straaljagers over om het geluid van de naderende helikopters te verdoezelen. Yassin gebruikte elke ochtend dezelfde richting om naar dezelfde moskee in het district Sabra te gaan, die 100 m van zijn huis ligt.
Yassin en zijn lijfwachten werden onmiddellijk gedood, samen met negen omstanders. en nog 12 anderen mensen raakten gewond bij de operatie, waaronder twee van Yassins zonen. Abdel Aziz al-Rantisi, Yassins plaatsvervanger, werd de leider van Hamas na zijn moord, maar werd ook kort daarna vermoord.

## Reactie op de moord
Kofi Annan, secretaris-generaal van de VN, veroordeelde de moord. De Mensenrechtencommissie van de Verenigde Naties nam een resolutie aan waarin de moord werd veroordeeld, gesteund door stemmen van 31 landen, waaronder de Volksrepubliek China, India, Indonesië, Rusland en Zuid-Afrika, met 2 stemmen tegen en 18 onthoudingen. De raad van de Arabische Liga sprak ook zijn veroordeling uit,
Een ontwerpresolutie waarin de buitengerechtelijke executie van Yassin en zes andere Palestijnen werd veroordeeld, evenals alle terroristische aanslagen op burgers werd voorgelegd aan de Veiligheidsraad van de Verenigde Naties en door de Verenigde Staten gevetood, terwijl het Verenigd Koninkrijk, Duitsland en Roemenië zich van stemming onthielden. De Verenigde Staten legden uit dat de ontwerpresolutie Hamas expliciet had moeten veroordelen na de zelfmoordaanslagen die Hamas de week ervoor in Ashdod had gesponsord.